# Гузенко, Парфентий Васильевич
Парфентий Васильевич Гузенко — советский государственный и политический деятель, председатель Кемеровского областного исполнительного комитета.

## Биография
Родился в 1913 году в селе Алексеевка Кубанской области. Член ВКП(б) с 1941 года.
Участник Великой Отечественной войны.
С 1933 года — на хозяйственной и политической работе. В 1933—1977 гг. — агроном Анапской машинно-тракторной станции,
агроном, старший агроном городского земельного отдела Азово-Черноморского края, Раевской машинно-тракторной станции, карантинного пункта города Новороссийска, заведующий Старо-Минским районным земельным отделом, секретарь по кадрам, 2-й секретарь Старо-Минского районного комитета ВКП(б), заведующий Сектором земледелия Сельскохозяйственного отдела Краснодарского краевого комитета ВКП(б),
1-й секретарь Архангельского районного комитета ВКП(б) — КПСС Краснодарского края, 1-й секретарь Брюховецкого районного комитета КПСС, инструктор Отдела партийных органов ЦК КПСС по РСФСР, секретарь Кемеровского областного комитета КПСС, председатель Исполнительного комитета Кемеровского областного Совета.
Избирался депутатом Верховного Совета РСФСР 6-го созыва, Верховного Совета СССР 7-го, 8-го, 9-го созывов.
Умер в 1977 году в Кемерове.